# Notopygus fulvipes
Notopygus fulvipes là một loài tò vò trong họ Ichneumonidae.